# Euspilotus wenzeli
Euspilotus wenzeli är en skalbaggsart som först beskrevs av Miłosz A. Mazur 1984.  Euspilotus wenzeli ingår i släktet Euspilotus och familjen stumpbaggar. Inga underarter finns listade i Catalogue of Life.